# Paris-Nice de 1933

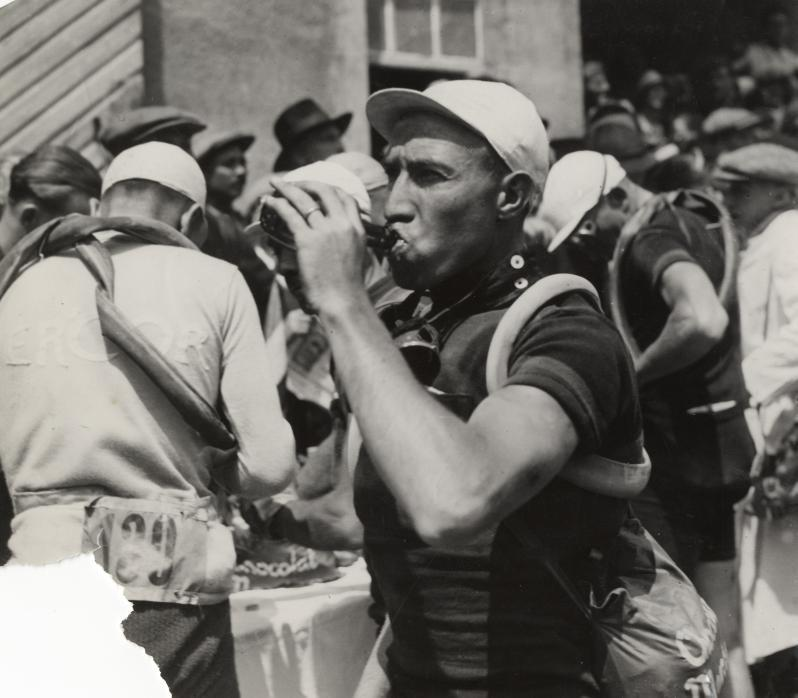
Alfons Schepers, vencedor da 1a edição da Paris-Nice, bebendo água ao Tour de France de 1933

A Paris-Nice de 1933 foi a primeira edição da Paris-Nice, que se disputou entre 14 e 19 de março de 1933 e foi vencida pelo belga Alphonse Schepers, da equipa La Française, por ante os individuais Louis Hardiquest e Benoit Fauré.
O maillot de líder era azul com uma banda transversal dourada para representar o céu, o mar e o sol da Costa Azul.

## Participantes
Nesta edição da Paris-Nice  tomaram parte 144 corredores que recebiam 40 francos a cada dia. 109 faziam-no de forma individual e os outros 35 dentro das equipas Alcyon, La Française, Dilecta, Genial-Lucifer e Oscar Egg. A prova acabaram-no 66 corredores.

## Resultados das etapas
| Etapas   | Data        | Percurso         | Km     | Vencedor de etapa        | Líder da general  |
| -------- | ----------- | ---------------- | ------ | ------------------------ | ----------------- |
| 1ª etapa | 14 de março | Paris-Dijon      | 312 km | Alphonse Schepers        | Alphonse Schepers |
| 2ª etapa | 15 de março | Dijon-Lyon       | 198 km | Jean Aerts               | Alphonse Schepers |
| 3ª etapa | 16 de março | Lyon-Avignon     | 222 km | Bernard Van Rysselberghe | Alphonse Schepers |
| 4ª etapa | 17 de março | Avignon-Marselha | 204 km | Georges Speicher         | Alphonse Schepers |
| 5ª etapa | 18 de março | Marselha-Canes   | 209 km | Fernand Cornez           | Alphonse Schepers |
| 6ª etapa | 19 de março | Canes-Nice       | 110 km | Francesco Camusso        | Alphonse Schepers |

## Etapas

### 1ª etapa
Saída neutralizada ao Café Rozes da Place de Italie de Paris às 4 da madrugada. Saída real no Carrefour da Bélle Épine de Villejuif.
|   | Ciclista          | Equipa       | Tempo      |
| - | ----------------- | ------------ | ---------- |
| 1 | Alphonse Schepers | La Française | 8h 48' 50" |
| 2 | Benoit Faure      | Individual   | m. t.      |
| 3 | Albert Barthélémy | Individual   | m. t.      |

### 2a etapa
15-03-1933. Dijon-Lyon, 198 km.
O fora de controle foi de 12 % em lugar do 10 % do resto da prova pela alta média da etapa: 38,076 km/h.
|   | Ciclista          | Equipa       | Tempo       |
| - | ----------------- | ------------ | ----------- |
| 1 | Jean Aerts        | Alcyon       | 5 h 12' 00" |
| 2 | Alphonse Schepers | La Française | m. t.       |
| 3 | Albert Barthélémy | Individual   | m. t.       |

### 3ª etapa
16-03-1933. Lyon-Avignon, 222 km.
|   | Ciclista                 | Equipa       | Tempo      |
| - | ------------------------ | ------------ | ---------- |
| 1 | Bernard Van Rysselberghe | Dilecta      | 6h 40' 47" |
| 2 | Alphonse Schepers        | La Française | m. t.      |
| 3 | Alfons Deloor            | Dilecta      | m. t.      |

### 4ª etapa
17-03-1933. Avignon-Marselha, 204 km.
Não tomam a saída Vicente Trueba, Giuseppe Martano, Joseph Mauclair e Georg Antenen. Sobe-se o col Esterel. Speicher e Merviel escapam-se na sua descida para jogar-se a etapa entre eles.
|   | Ciclista         | Equipa         | Tempo      |
| - | ---------------- | -------------- | ---------- |
| 1 | Georges Speicher | Alcyon         | 6h 49' 27" |
| 2 | Jules Merviel    | Individual     | m. t.      |
| 3 | Joseph Demuysere | Genial-Lucifer | + 1' 07"   |

### 5ª etapa
18-03-1933. Marselha-Canes, 209 km.
|   | Ciclista          | Equipa       | Tempo      |
| - | ----------------- | ------------ | ---------- |
| 1 | Fernand Cornez    | Oscar Egg    | 6h 45' 05" |
| 2 | Alphonse Schepers | La Française | m. t.      |
| 3 | Gaston Rebry      | Individual   | m. t.      |

### 6ª etapa
19-03-1933. Canes-Nice, 110 km.
Os corredores subiram Mont Agel, A Turbie e Éze. A chegada estava situada no Berço dos Estados Unidos. O Col da Turbie foi obstruido por dois autocarros que só deixavam espaço livre pelo passo dos corredores. Nesta subida é onde Camusso se escapa definitivamente para ganhar a etapa.
|   | Ciclista          | Equipa     | Tempo      |
| - | ----------------- | ---------- | ---------- |
| 1 | Francesco Camusso | Individual | 3h 28' 00" |
| 2 | Jean Aerts        | Alcyon     | +1' 30"    |
| 3 | Max Ferva         | Oscar Egg  | m. t.      |

## Classificações finais

### Classificação geral
| Ciclista | Equipa             | Tempo          |             |
| -------- | ------------------ | -------------- | ----------- |
| 1        | Alphonse Schepers  | La Française   | 37h 48' 07" |
| 2        | Louis Hardiquest   | Individual     | + 2' 30"    |
| 3        | Benoit Faure       | Individual     | + 3' 13"    |
| 4        | Alfons Deloor      | Dilecta        | + 3' 24"    |
| 5        | Georges Speicher   | Alcyon         | + 3' 40"    |
| 6        | Francesco Camusso  | Individual     | + 5' 10"    |
| 7        | Jean Aerts         | Alcyon         | + 5' 47"    |
| 8        | Raymond Louviot    | Genial-Lucifer | + 6' 33"    |
| 9        | René Bernard       | Individual     | + 7' 27"    |
| 10       | Maurice Archambaud | Alcyon         | + 7' 58"    |

## Evolução das classificações
| Etapa   | Vencedor                 | Classificação geral |
| ------- | ------------------------ | ------------------- |
| Etapa 1 | Alphonse Schepers        | Alphonse Schepers   |
| Etapa 2 | Jean Aerts               | Alphonse Schepers   |
| Etapa 3 | Bernard Van Rysselberghe | Alphonse Schepers   |
| Etapa 4 | Georges Speicher         | Alphonse Schepers   |
| Etapa 5 | Fernand Cornez           | Alphonse Schepers   |
| Etapa 6 | Francesco Camusso        | Alphonse Schepers   |